# Караччоло, Роберто
Роберто Караччоло (итал. Roberto Caracciolo, 1425—1475) — итальянский прелат, миноритский проповедник, который оставил значительное число проповедей и богословских трактатов.

## Биография
Родился в Лечче, отчего известен также как Роберт Лицианский. Принадлежал к древней семье Лармини, что происходит из рода Юлиев. Был епископом Аквинским. В 1473 году венецианское издание проповедей Караччоло стало одной из первых итальянских старопечатных книг, в которых применялся готический шрифт. В 1489 г. его труды были изданы в том же городе рекордным для того времени тиражом в 2000 экземпляров. Анекдоты об остроумии богослова были известны далеко за пределами Италии и входили в английский сборник «Рассказы и быстрые ответы» 1549 г.